# 诺伊恩拉德
诺伊恩拉德（德語：Neuenrade，發音：[nɔʏənˈʁaːdə] ⓘ）是德国北莱茵-威斯特法伦州阿恩斯贝格行政区马克县的城市，面积54.1平方千米，2023年12月31日人口为11,835人。